# Салтановка (Брянская область)
Салтановка — село в Навлинском районе Брянской области России. Входит в состав Алешинского сельского поселения.

## История
Решением Брянского сельского облисполкома от 8 сентября 1964 года село Салтановка, деревня Зелепуговка и посёлок Центральная усадьба совхоза им. Крупской объединены в один населённый пункт — село Салтановка.

## Население
| 2010 | 2013 |
| ---- | ---- |
| 858  | ↘854 |